# Erigone aletris
Erigone aletris là một loài nhện trong họ Linyphiidae.
Loài này thuộc chi Erigone. Erigone aletris được Crosby & Bishop miêu tả năm 1928.